# Virgen de la Cinta (Catedral de Huelva)
La conocida popularmente como Virgen de la Cinta de la Catedral de Huelva es una escultura que representa a la Virgen María llevando al Niño Jesús en sus brazos. Fue realizada en 1616 por Juan Martínez Montañés para la Convento de Nuestra Señora de la Merced de Sanlúcar de Barrameda, siendro traslada posteriormente a la Iglesia del Convento de Ntra. Sra. de la Merced de Huelva, hoy la Catedral de Nuestra Señora de la Merced de Huelva, donde recibe culto en el altar mayor.

## Historia
La imagen fue encargada en 1616 por el XVIII Duque de Medina Sidonia. Su destino original era el Convento de Nuestra Señora de la Merced de Sanlúcar de Barrameda, aunque dos años después, el 4 de septiembre de 1618, fue trasladada hasta el templo mercedario de Huelva. El precio estipulado fue de 150 ducados, los cuales manda entregar el Duque el 25 de octubre de 1616 a fray Luis de Jesús María, comendador del Convento de San Laureano de Sevilla, quien haría de intermediario con Montañés.
La imagen fue acompañada en su traslado por el Duque de Medina Sidonia, quién en su etapa como Conde de Niebla había residido habitualmente en la ciudad. El cabildo municipal organizó una serie de festejos para recibir a la imagen y al noble, cuyo señorío abarcaba la ciudad de Huelva. El acto principal fue la procesión de traslado de la Virgen desde el puerto hasta la Parroquia Mayor de San Pedro, acompañada por el clero regular y secular, danzas, ministriles y los mayordomos de todas las cofradías. En San Pedro tuvo lugar un triduo los días 5, 6 y 7 de septiembre previo al traslado definitivo al Convento de la Merced. Este tuvo lugar el día 8 de septiembre, fiesta de la Natividad de la Virgen. Se celebró además una mascarada en honor de los duques.
La Virgen de la Cinta no fue la única donación que el VIII Duque de Medina Sidonia realizó al convento mercedario. Anteriormente lo había dotado con pinturas de Herrera el Viejo y Juan de Roelas.
La primera referencia a la autoría de Martínez Montañés la encontramos en 1955, de la mano de Diego Díaz Hierro, que la adscribe al artista jiennense o a Alonso Cano. José Hernández Díaz la atribuyó a Montañés en su libro de 1976, proponiendo una ejecución anterior a 1610. La certificación definitiva de la autoría y la fecha de ejecución llega en 2017, cuando Antonio Romero Dorado y José Manuel Moreno Arana localizan la partida destinada a su pago en un libro de cuentas del archivo de la Casa Ducal de Medina Sidonia. 

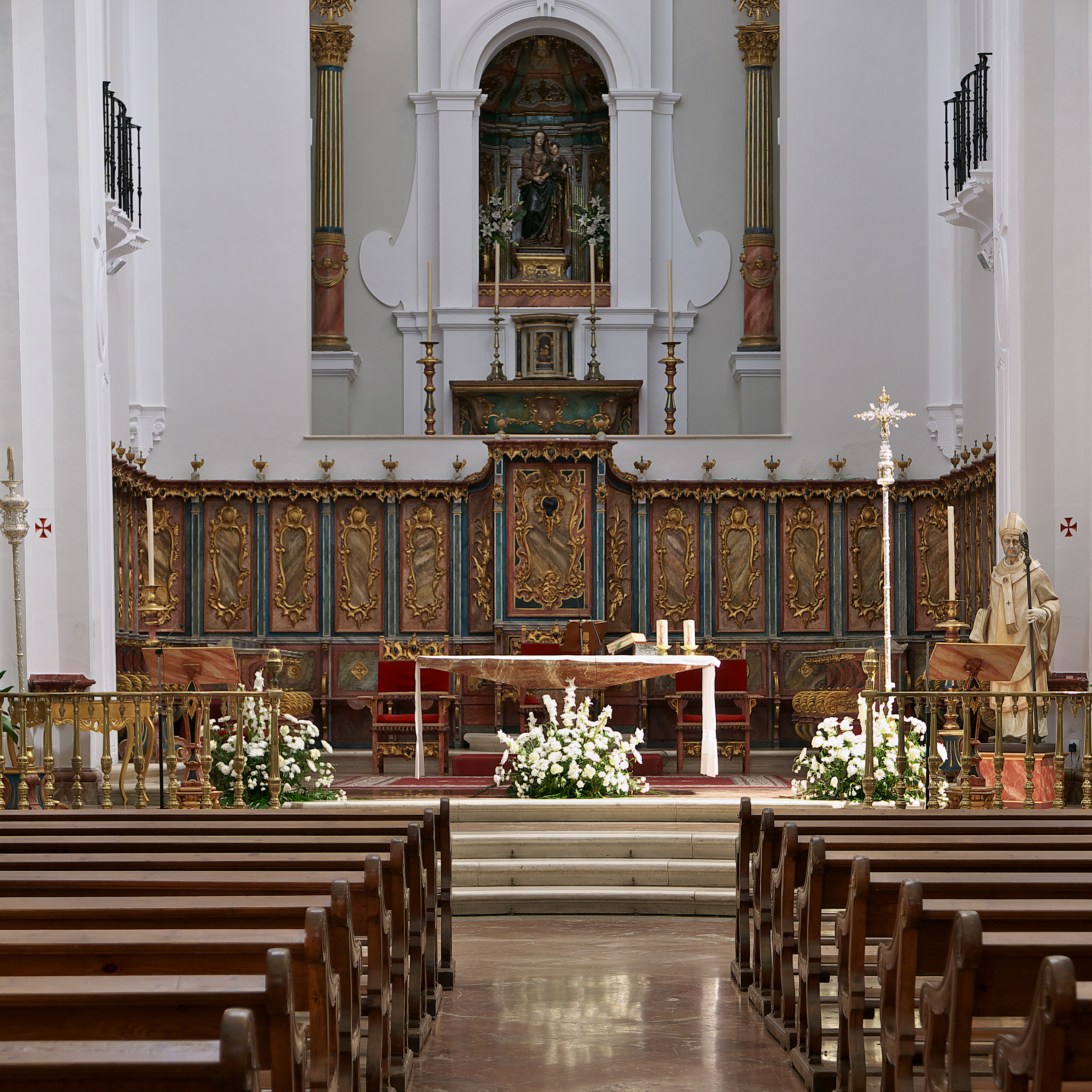
Catedral de Huelva, presidida por la imagen de la Virgen de la Cinta.

## Advocación
El Convento de la Merced de Huelva fue fundado el 13 de abril de 1605. En la escritura de su fundación queda ya establecida la obligación de decir la Salve ante la imagen de la Virgen de la Cinta que preside el altar mayor, aunque no costa que dicha imagen existiera en esta fecha.
Este mandato demuestra la devoción existente ya en el siglo XVII a la Virgen de la Cinta, patrona de la ciudad. Es una pintura tardogótica que recibe culto en el Santuario de Nuestra Señora de la Cinta. Debe su nombre a una leyenda según la cual la Virgen se apareció a un zapatero que sufrió un desvanecimiento de camino hacia Gibraleón. La Virgen entonces le habría ofrecido la cinta con la que ceñía su cintura para calmarle los dolores.
Aunque a nivel popular se le atribuye la advocación de la Patrona de Huelva, que se encuentra en el Santuario Diocesano del Conquero, la imagen de la catedral carece de los atributos iconográficos de la misma: la granada, símbolo de las virtudes de María, y la imagen del Niño Jesús desnudo y calzado con unos zapatos dorados mientras sostiene la cinta entre sus manos. Del mismo modo no hay ninguna fuente documental que expresamente la identifique con dicha advocación.

## Iconografía
La escultura, de madera policromada y 152 cm de altura, representa a la Virgen María de pie portando en sus brazos al Niño Jesús. Presenta una disposición frontal, solo rota por el leve contrapposto que consigue la flexión de la pierna derecha y el leve giro de cabeza de la Virgen hacia la izquierda. La cabeza de la Virgen se encuentra cubierta por una toca de la que escapan la cabellera ondulada. Su rostro esboza una sonrisa. La silueta de la Virgen se ve envuelta por un manto que apoya en el hombro izquierdo, dejando al descubierto en el brazo contrario. El manto, a su lado, y la túnica, rojiza, ambos ricamente estofados, caen hasta el suelo ocultando los pies.

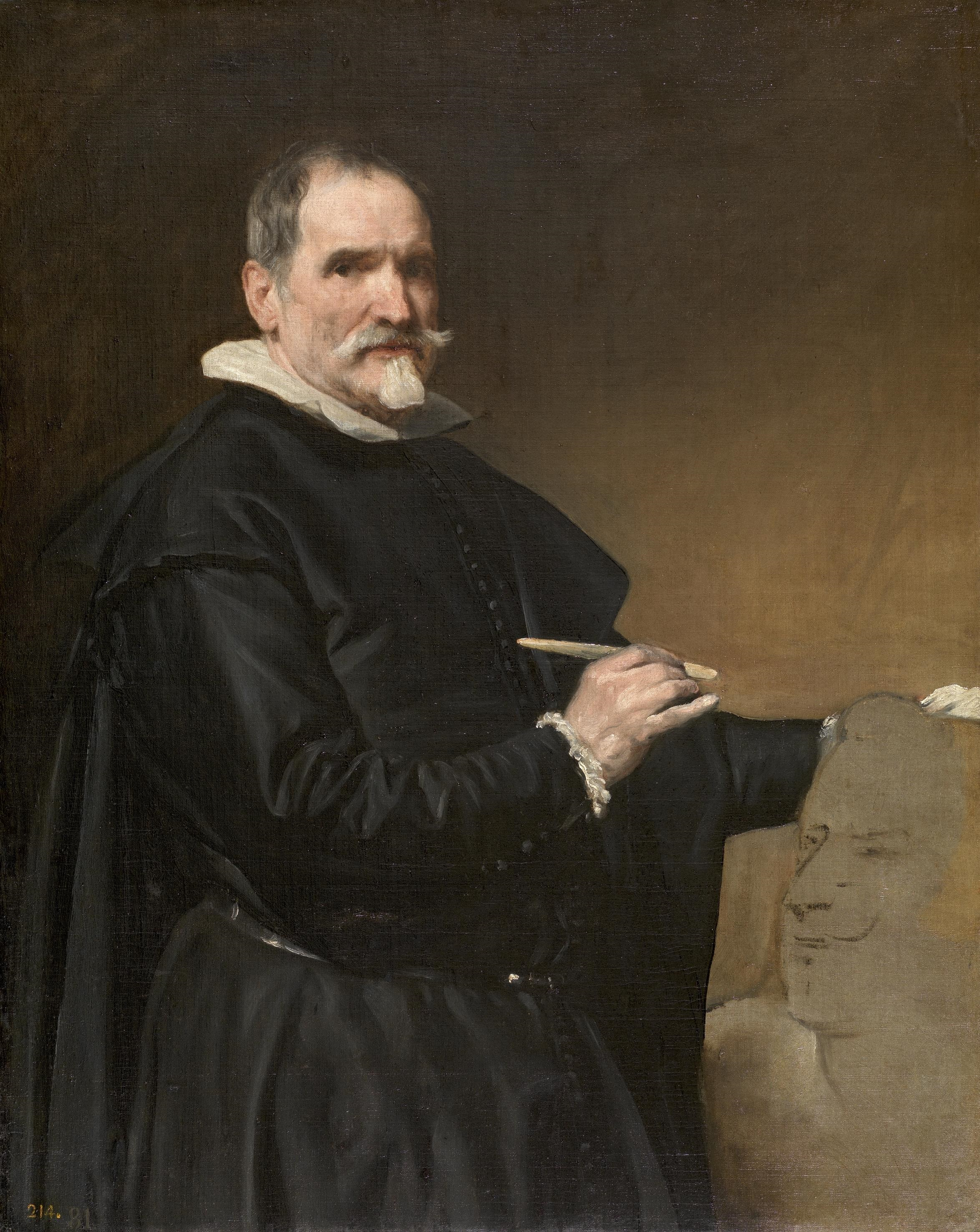
Retrato de Juan Martínez Montañés, autor de la imagen.

El Niño aparece vestido con túnica parda. Levanta su mano diestra en ademán de bendecir, mientras con la mano izquierda agarra el dedo índice de su madre. La cabeza, de gran naturalismo, se peina con el típico flequillo montañesino.
La imagen del Niño presenta grandes similitudes con la que sostiene el San Cristóbal de la antigua Colegial del Divino Salvador de Sevilla. Podemos buscar sus antecedentes en el relieve de la Circuncisión de la Iglesia de San Francisco de Huelva, hoy en el Museo Diocesano de Arte Sacro, tallado en 1606 y en los relieves de la Adoración de los Pastores y la Epifanía del Monasterio de San Isidoro del Campo de Santiponce, tallados entre 1610 y 1613. El modelo mariano remite también a los relieves de Santiponce, así como al ciclo de las virtudes cardinales del mismo recinto. En todas estas piezas se repite como grafismo del autor una pronunciada arruga que divide horizontalmente el cuello.
En cuanto a la composición general de la escultura, el referente más directo es la Virgen de la Capilla del Reservado de San Isidoro del Campo, realizada por Montañés en 1610. Con ella coincide en el gesto de sostener con su mano diestra el pie del Niño. Este ademán entronca con la tradición de la escuela sevillana, teniendo ejemplos en el siglo XV como la Virgen del Pajarito de Lorenzo Mercadante de Bretaña, o del siglo XVI, como la Virgen con Niño de Roque Balduque que forma parte de la colección del Museo de Bellas Artes de Sevilla.
La disposición del manto, por su parte, recuerda especialmente a la Virgen del retablo de San Juan Evangelista del Convento de San Leandro de Sevilla, salido de su taller en 1633. La composición sería repetida por Juan de Mesa, discípulo de Montañés, y otro autores de su entorno en imágenes como la Virgen con Niño del Museo de Bellas Artes de Sevilla o la Virgen de la Consolación de la Ermita del Amparo de Cumbres Mayores. De Luis de la Peña es la Virgen de las Aguas de la Iglesia de San Francisco de Morón de la Frontera, realizada solo dos años después que la talla onubense con la que muestra grandes similitudes.
Tradicionalmente, la policromía se atribuía al pintor onubense Baltasar Quintero, quién colaboró con Martínez Montañés en algunas piezas. Sin embargo esta atribución no tenía más base que el origen del artista. Últimamente se ha sugerido que podría ser en realidad obra de Francisco Pacheco, basándose en la cercanía estilística que ofrece con obras confirmadas del sanluqueño como la policromía del retablo de San Juan Bautista del Monasterio de San Clemente de Sevilla. También pueden constatarse similitudes entre el estofado del manto de la Virgen, con motivos de pájaros y cabezas de ángeles, y los que se encuentran en el retablo mayor de San Miguel de Jerez de la Frontera.